# Spoorlijn Hamburg-Eidelstedt - aansluiting Rothenburgsort
De spoorlijn Hamburg-Eidelstedt - aansluiting Rothenburgsort is een Duitse spoorlijn in Hamburg en is als 1234 onder beheer van DB Netze.

## Geschiedenis
Het traject werd in fases geopend:
- Hamburg-Eidelstedt - Hamburg-Lokstedt: 1922
- Hamburg-Lokstedt - Barmbek: 1 juli 1941
- Barmbek - Wandsbeker Chaussee: 1929
- Wandsbeker Chaussee - aansluiting Horn: 1 okt. 1907
- aansluiting Horn - aansluiting Rothenburgsort: 1 okt. 1902

Het traject werd na de Eerste Wereldoorlog naast de sporen van de S-Bahn verlengd naar Hamburg-Ohlsdorf en verder via Hamburg-Lokstedt naar Hamburg-Eidelstedt. In 2007 werd tussen Hamburg-Horn en Hamburg-Rothenburgsort het tweede spoor in gebruik genomen. Door dit tweede spoor is het mogelijk dat de treinen tussen Lübeck en Hamburg-Hauptbahnhof ook gebruik kunnen maken van andere sporen dan spoor 11 t/m 14. Door gebruik te maken van de lijn tussen de aansluitingen Horn en Rothenburgsort en verder via de aansluiting Ericus richting Hamburg Hauptbahnhof zijn ook de overige sporen bereikbaar.
Dit traject wordt ook bereden door ICE treinen die voor onderhoud en of reparatie naar de werkplaats in Hamburg-Eidelstedt moeten worden gebracht.

## Treindiensten
De lijn is hoofdzakelijk in gebruik voor goederenvervoer.

## Aansluitingen
In de volgende plaatsen is of was er een aansluiting op de volgende spoorlijnen:
Hamburg-Eidelstedt
DB 1232, spoorlijn tussen aansluiting Rainweg en Hamburg-Eidelstedt
DB 9121, spoorlijn tussen Hamburg-Altona en Neumünster Süd
Hamburg-Barmbek
DB 1243, spoorlijn tussen Hamburg-Barmbek en Hamburg-Ohlsdorf
aansluiting Horn
DB 1242, spoorlijn tussen Hamburg-Wandsbek en de aansluiting Horn
aansluiting Hamburg-Rothenburgsort
DB 1280, spoorlijn tussen Buchholz en de aansluiting Allermöhe

## Elektrificatie
Het traject werd in 1975 geëlektrificeerd met een wisselspanning van 15.000 volt 16⅔ Hz.